# Кировское (Могилёвская область)
Кировское (бел. Кіраўскае) — посёлок в составе Козловичского сельсовета Глусского района Могилёвской области Республики Беларусь.

## Население
- 1999 год — 123 человека
- 2009 год — 72 человека